# Девета македонска ударна бригада
Девета македонска ударна бригада НОВЈ формирана је 22. августа 1944. године у селу Шешкову код Кавадараца. При оснивању у њен састав су ушла три пешадијска батаљона и један пратећи батаљон, укупне јачине 450 бораца. После капитулације Бугарске 9. септембра 1944. године, бројчано је ојачала, тако да је до 1. октобра бројала 2110 бораца. До 3. новембра 1944, дејствовала је у саставу 41. македонске дивизије, а после тога 49. македонске дивизије, углавном у Тиквешу и дуж комуникације Ђевђелија–Неготино.
У завршним операцијама за коначно ослобођење Македоније истакла се у борбама против делова бугарског 14. граничног одсека код Крњева 4. септембра, кад је разоружала око 900 војника. Заједно са Десетом бригадом 16. и 17. септембра у одбрани Кавадараца и Дреновачке клисуре. Међу осталим, бригада је уништила железничку станицу Демир Капију 29. септембра, порушила железничку станицу Милетково 5/6. октобра. Нападала је и немачке колоне које су се долином Вардара повлачиле из Грчке на север. Учествовала је и у коначном ослобођењу Прилепа од 29. октобра до 2. новембра 1944. године.